# Pałac Prymasowski w Warszawie
Pałac Prymasowski – pałac znajdujący się przy ul. Senatorskiej 13/15 w Warszawie. 

## Historia

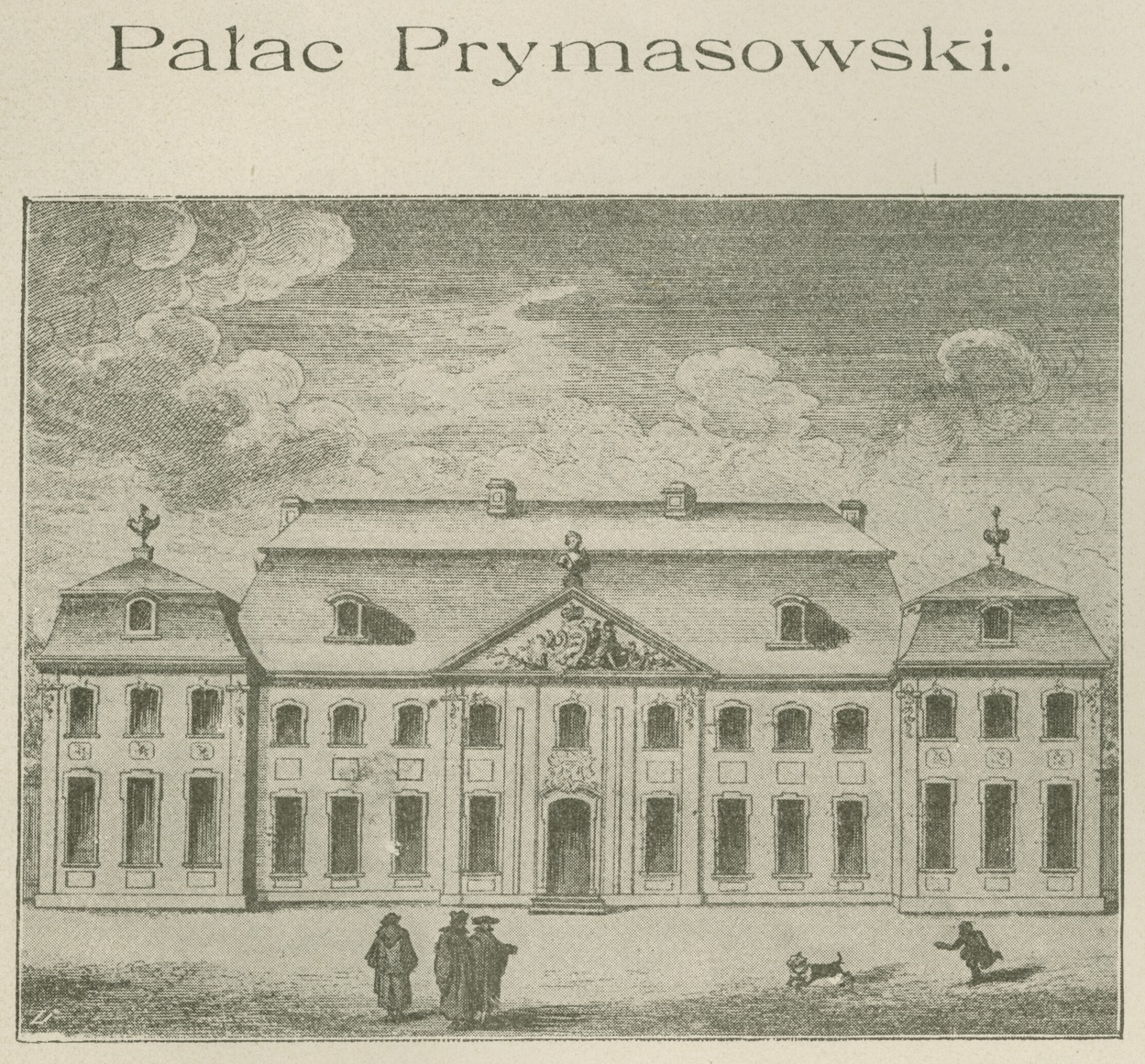
Pałac w 1899

Budowa pałacu rozpoczęła się pod koniec XVI wieku z inicjatywy biskupa płockiego Wojciecha Baranowskiego. Gdy został prymasem przekazał pałac kapitule gnieźnieńskiej w roku 1610. 
Pałac został zniszczony w czasie potopu szwedzkiego. Do jego odbudowy zatrudniono Józefa Fontanę. Po raz kolejny spustoszony przez Sasów, Wołochów i Kozaków w 1704. Odbudował go ze zniszczeń prymas Stanisław Szembek.
Do roku 1795 wnętrza pałacu pełniły funkcję mieszkań prymasów. W tym czasie był kilkakrotnie rozbudowywany. Pod koniec XVII wieku rozbudową pałacu zajął się Tylman z Gameren. Natomiast w pierwszej połowie XVIII wieku przebudowano pałac w stylu rokokowym na rezydencję prymasa Adama Ignacego Komorowskiego. 
W listopadzie 1767 w pałacu odbywały się posiedzenia delegacji wyłonionej przez Sejm Repninowski do traktowania z posłem rosyjskim Nikołajem Repninem w sprawie równouprawnienia innowierców.
W latach 1777–1783 Antoni Kazimierz Ostrowski podjął generalną przebudowę pałacu. Architektem za nią odpowiedzialnym był Efraim Szreger; ukończył ją Michał Jerzy Poniatowski w stylu klasycystycznym. Korpus główny został wtedy wzbogacony o skrzydła boczne z pawilonami, ryzalit korpusu zyskał zaś czterokolumnowy portyk. Architektami wnętrz pałacu byli Jan Chrystian Kamsetzer i Szymon Bogumił Zug. 
Po trzecim rozbiorze pałac przeznaczony był na różne cele. Mieściła się w nim m.in. Kamera Warszawska i Komisja Rządowa Wojny. 
W dwudziestoleciu międzywojennym pałac po remoncie stał się siedzibą Ministerstwa Rolnictwa i Reform Rolnych. Nad wejściem umieszczono napis MINISTERIUM ROLNICTWA.
Pałac został spalony podczas obrony Warszawy we wrześniu 1939. Po wojnie zniszczenia budynku oszacowano na ok. 60%. Pałac został odbudowany w latach 1949–1950 i stał się siedzibą Centralnego Zarządu Muzeów i Ochrony Zabytków. 
W 1965 w Sali Kolumnowej pałacu wystawiono trumnę ze zwłokami Marii Dąbrowskiej, a w 1977 ludowca Czesława Wycecha. W 1976 na skwerze przed pałacem odsłonięto pomnik Stanisława Staszica (przeniesiony po 2007 na teren kampusu Szkoły Głównej Gospodarstwa Wiejskiego na Ursynowie).
Przez wiele lat był oddziałem urzędu stanu cywilnego. Obecnie właścicielem obiektu jest spółka ZPR Media. W kwietniu 2016 w pałacu otwarto butikowy hotel Bellotto.
Na skwerze przed pałacem rośnie wiąz szypułkowy będący pomnikiem przyrody.